# Fullereno

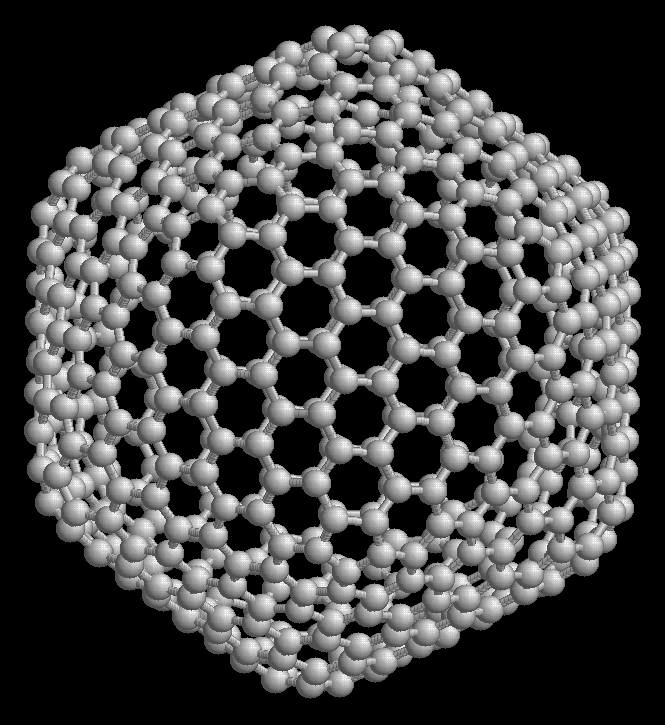
Fulereno C_{540}.

Un fullereno (también, fulereno) es una molécula compuesta por carbono que puede adoptar diversas formas geométricas: esferas,  elipsoides, cilindros (nanotubos) o un anillo. Los fullerenos son similares al grafito, compuesto de hexágonos de carbono que forman láminas, pero contienen también  anillos de carbono pentagonales y a veces heptagonales, lo que impide que formen láminas planas. Los fullerenos son la tercera forma molecular estable conocida de carbono, tras el grafito y el diamante.
Los fullerenos fueron descubiertos en 1985 por Harold Kroto, Robert Curl y Richard Smalley, lo que les valió la concesión del Premio Nobel de Química en 1996.
El primer fullereno descubierto fue el C
60, que consta de 12 pentágonos y 20 hexágonos. Cada vértice  corresponde a un átomo de carbono y cada arista a un enlace covalente. Tiene una estructura idéntica a la cúpula geodésica o un balón de fútbol. Por esta razón, se le llama «buckminsterfullereno» (en   homenaje al arquitecto Buckminster Fuller quien diseñó la cúpula geodésica) o «futboleno». Los fullerenos esféricos reciben a menudo el nombre de buckyesferas y los cilíndricos el de buckytubos o nanotubos.  
Destacan por su versatilidad para la síntesis de nuevos compuestos. Su naturaleza y forma se han hecho ampliamente conocidas en la ciencia y en la cultura en general, por sus características físicas, químicas, matemáticas y estéticas.

## El Buckminsterfullereno o fullereno de C60

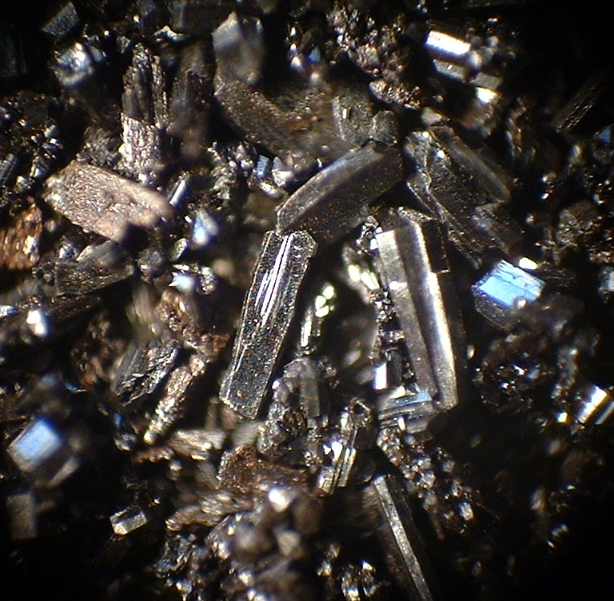
Cristales de fulerenos.

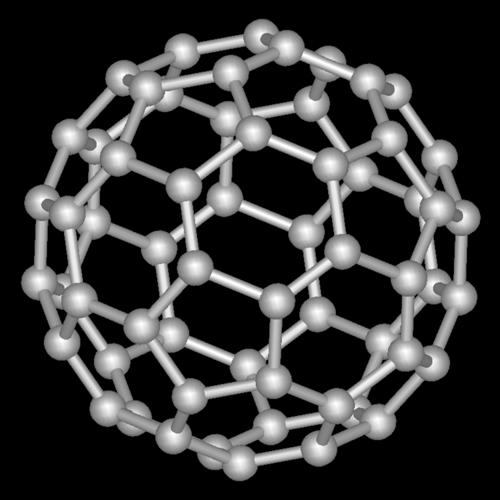
Buckminsterfulereno (C_{60}).

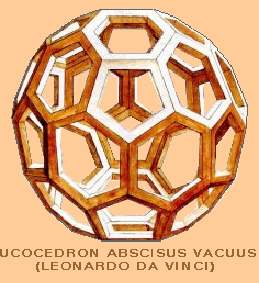
Icosaedro truncado.

El fullereno más conocido es el formado por 60 átomos de carbono (C60), en el que ninguno de los pentágonos que lo componen comparten un borde; si los pentágonos tienen una arista en común, la estructura estará desestabilizada (véase pentaleno). La estructura de C60 es la de un icosaedro truncado, que se asemeja a un balón de fútbol cuyo diseño se inició con el Telstar 1970. Está configurado por 20 hexágonos y 12 pentágonos, con un átomo de carbono en cada una de los vértices de los hexágonos y un enlace a lo largo de cada arista. Aunque su nombre viene de Richard Buckminster Fuller por sus domos geodésicos —el primero de 1948—, fue el ingeniero alemán Walther Bauersfeld el que en 1912 inició la construcción de una obra con esa forma para la empresa de instrumentos ópticos de Carl Zeiss, en Jena.
El dibujo más antiguo conocido del icosaedro truncado es el de Piero della Francesca y el más conocido el que Leonardo da Vinci hizo para el libro La Divina Proporción por encargo de Luca Pacioli.

## Otros fullerenos
El fullereno C20 es el más pequeño de todos, no tiene hexágonos, sólo 12 pentágonos formando un dodecaedro, mientras que el C70, tiene 12 pentágonos al igual que el buckminsterfullereno, pero tiene más hexágonos, y su forma en este caso se asemeja a un balón de rugby. 
Un nanotubo de carbono es una estructura formada por fullerenos cilíndricos polimerizados, en los que los átomos de carbono a partir de un determinado punto enlazan con los átomos de carbono del siguiente fullereno. Estas estructuras presentan propiedades muy aprovechables para la industria tal como la permisibilidad eléctrica. La fuerza entre los enlaces lo hace un material muy sólido y resistente a altas temperaturas. Además, puede ser dopado con otros materiales para cambiar sus propiedades, tales como ductibilidad o fuerza del enlace lo que permitiría la creación por ejemplo de una nueva generación de chips electrónicos a bajo costo.

## La producción y el descubrimiento
Hasta el siglo XX, el grafito y el diamante eran las únicas formas alotrópicas conocidas del carbono. En experimentos de espectroscopia molecular, se observaron picos que correspondían a moléculas con una masa molecular exacta de 60, 70 o más átomos de carbono. Harold Kroto, de la Universidad de Sussex, James Heath, Sean O'Brien, Robert Curl y Richard Smalley, de la Universidad de Rice, descubrieron el C60 y otros fullerenos en 1985, en un experimento que consistió en hacer incidir un rayo láser sobre un trozo de grafito. Ellos esperaban efectivamente descubrir nuevos alótropos del carbono, pero suponían que serían moléculas largas, en lugar de las formas esféricas y cilíndricas que encontraron. A Kroto, Curl y a Smalley se les concedió el premio Nobel de Química en 1996, por su colaboración en el descubrimiento de esta clase de compuestos. El C60 y otros fullerenos fueron más adelante observados fuera del laboratorio (ej. en el hollín de una vela). Hacia el año 1991, era relativamente fácil producir unos cuantos gramos de polvo de fullereno usando las técnicas de Donald Huffman y Wolfgang Krätschmer. La purificación del fullereno era un desafío para los químicos hasta la primera década del presente siglo, cuando un equipo de investigadores españoles desarrolló un nuevo proceso de obtención. Los fullerenos endoédricos han incorporado, entre los átomos de la red, iones u otras moléculas más pequeñas. El fullereno es un reactivo habitual en muchas reacciones orgánicas como por ejemplo en la reacción de Bingel, descubierta en 1993.

### Fullerenos en el espacio

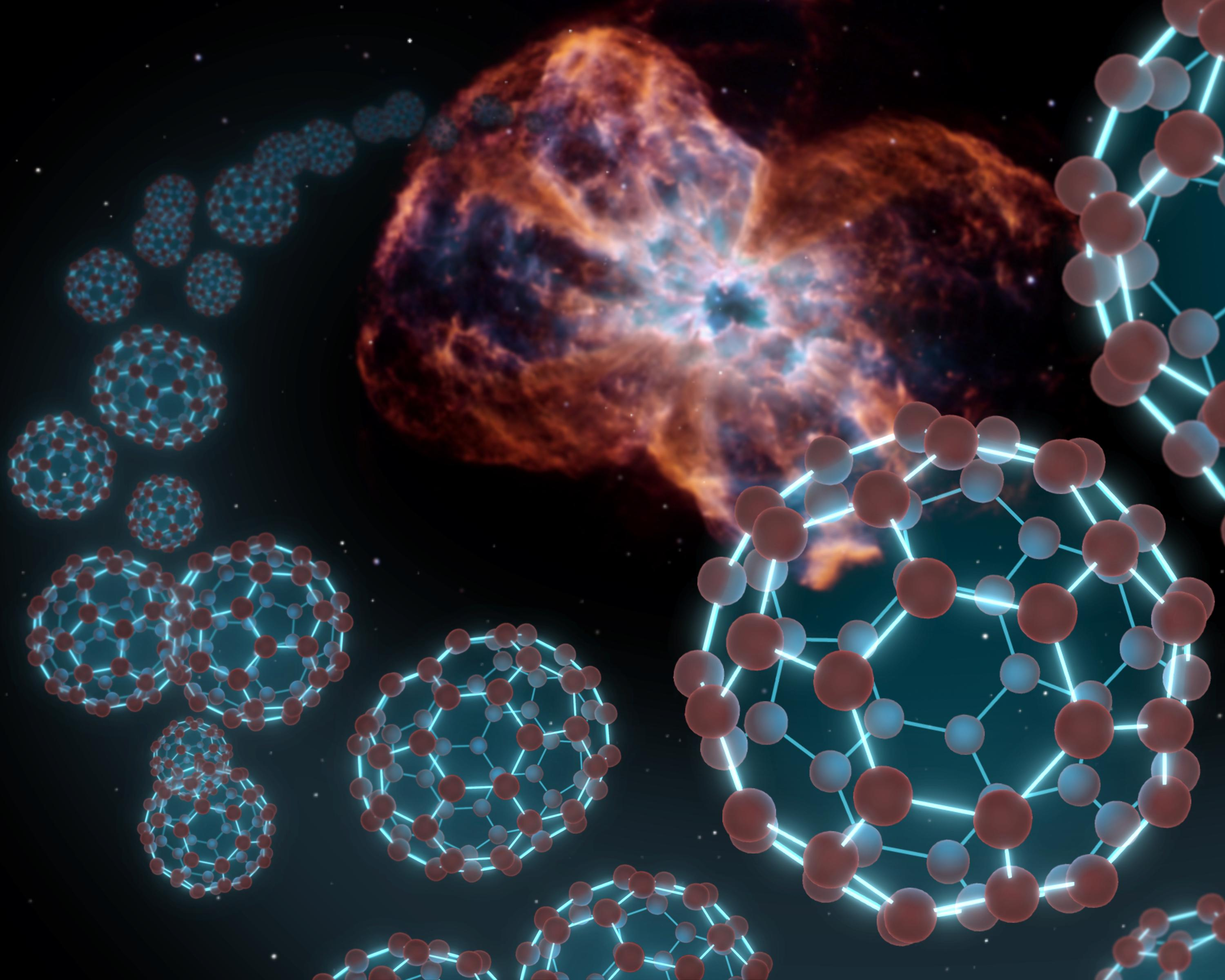
Fulerenos. La imagen muestra una concepción artística, que ilustra las bolas de carbono despedidas de una nebulosa planetaria. Las imágenes de Tc1 no son muy buenas, por consiguiente una foto de la nebulosa NGC 2440 (tomada con el telescopio Hubble) fue usada en esta concepción artística.

En julio de 2010 la NASA anunció el descubrimiento de fullerenos en el espacio. Al usar la visión infrarroja sensible del telescopio Spitzer, los investigadores han confirmado la presencia de C70 en la nebulosa planetaria Tc1. Los astrónomos creen que los fullerenos son creados en las capas exteriores de una estrella, como nuestro Sol, y posteriormente son expulsadas al espacio después de la explosión de la misma.

## Propiedades

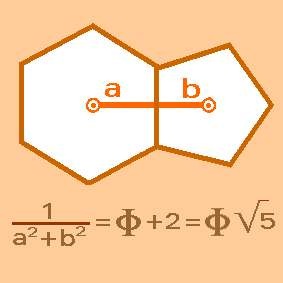
Relación geométrica entre los hexágonos y pentágonos de los hexapentas por el Número de Oro.

Desde su descubrimiento, las propiedades químicas y físicas de los fullerenos todavía continúan bajo un intenso estudio. Entre las propiedades físicas más relevantes se encuentra el gap de energía entre el orbital ocupado de más alta energía (HOMO) y el orbital desocupado de menor energía (LUMO), cuya medida es ca. 1,7 eV. La simetría del estado base del fullereno C60 corresponde al grupo puntual Ih. En esta simetría los orbitales HOMO y LUMO están cinco y tres veces degenerados, hu y t1u respectivamente. Debido a este hecho, las transiciones electrónicas desde HOMO a LUMO están prohibidas por simetría. El fullereno C60 presenta 174 modos normales de vibración (3N - 6, donde N = 60 átomos de carbono) en la región del infrarrojo. No obstante, solo cuatro modos normales son activos.
En el icosaedro truncado y los cuerpos geométricos semejantes a él —los hexapentas— la clave matemática está en la relación geométrica entre los hexágonos y los pentágonos que los configuran. La demostración de la armonía en los hexapentas en general, dada la consonancia entre sus hexágonos y pentágonos componentes (considerando que ambas figuras en cada caso tienen la misma longitud de sus lados o aristas del poliedro), está dada en la relación de sus apotemas mediante el Número Áureo (ф = 1,618…).
En el campo de la nanomedicina, el fullereno C60 se ha estudiado su potencial uso medicinal como fijador de antibióticos específicos en su estructura para atacar bacterias resistentes y ciertas células cancerígenas, tales como el melanoma.
Los fullerenos no son muy reactivos debido a la estabilidad de los enlaces tipo grafito, y son también muy poco solubles en la mayoría de disolventes. Entre los disolventes comunes para los fullerenos se incluyen el tolueno y el disulfuro de carbono. Las disoluciones de buckminsterfullereno puro tienen un color púrpura intenso. El fullereno es la única forma alotrópica del carbono que puede ser disuelta. Los investigadores han podido aumentar su reactividad uniendo grupos activos a las superficies de los fullerenos. El buckminsterfullereno no presenta "superaromaticidad", es decir, los electrones de los anillos hexagonales no pueden deslocalizar en la molécula entera.
Se pueden atrapar otros átomos dentro de los fullerenos; de hecho existen evidencias de ello gracias al análisis del gas noble conservado en estas condiciones tras el impacto de un meteorito a finales del periodo Pérmico. En el campo de la nanotecnología, la resistencia térmica y la superconductividad son algunas de las características más profundamente estudiadas.
Un método habitual para producir fullerenos es hacer pasar una corriente eléctrica intensa entre dos electrodos de grafito próximos en atmósfera inerte. El arco resultante entre los dos electrodos produce un depósito de hollín del que se pueden aislar muchos fullerenos diferentes.

## Posibles riesgos
Aunque se piensa que las buckyesferas son en teoría relativamente inertes, una presentación dada a la Sociedad Química Estadounidense en marzo de 2004 y descrita en un artículo publicado en la revista New Scientist el 3 de abril de 2004, sugiere que la molécula es perjudicial para los organismos. Un experimento llevado a cabo por Eva Oberdörster en la Southern Methodist University, en el que introdujo fullerenos en agua en concentraciones de 0,5 partes por millón, mostró que un pez black bass (Micropterus salmoides) sufrió un daño celular en el tejido cerebral 17 veces superior, 48 horas después. El daño consistía en una peroxidación lipídica a nivel de la  membrana celular, lo que deteriora el funcionamiento de esta. Se produjeron también inflamaciones en el hígado y la activación de genes relacionados con la síntesis de enzimas reparadoras.

## Solubilidad
La siguiente lista muestra los disolventes en orden decreciente de solubilidad para una mezcla de C60/C70). Los valores entre paréntesis indican la concentración de saturación.
- 1,2,4-triclorobenceno (20 mg/mL)
- disulfuro de carbono (12 mg/mL)
- tolueno (3,2 mg/mL)
- benceno (1,8 mg/mL)
- cloroformo (0,5 mg/mL)
- tetracloruro de carbono (0,4 mg/mL)
- ciclohexano (0,054 mg/mL)
- n-hexano (0,046 mg/mL)
- tetrahidrofurano (0,037 mg/mL)
- acetonitrilo (0,02 mg/mL)
- metanol (0,0009 mg/mL)

## Matemáticas de los fullerenos
En términos matemáticos, la estructura de un fullereno es un poliedro convexo con caras pentagonales y hexagonales.
Con ayuda de la fórmula de Euler: caras + vértices - aristas = 2, además del hecho de que cada vértice en una estructura de fullereno pertenece exactamente a tres caras, se puede demostrar fácilmente que en un fullereno hay exactamente 12 pentágonos. El fullereno más pequeño es el C20, el dodecaedro. No existen fullerenos con 22 vértices. El número de fullerenos C2n diferentes crece de manera muy rápida al aumentar el valor de n; por ejemplo, hay 1812 fullerenos C60, pero solo uno de ellos, el buckminsterfullereno, no tiene pentágonos adyacentes.

## El buckminsterfullereno en las artes plásticas

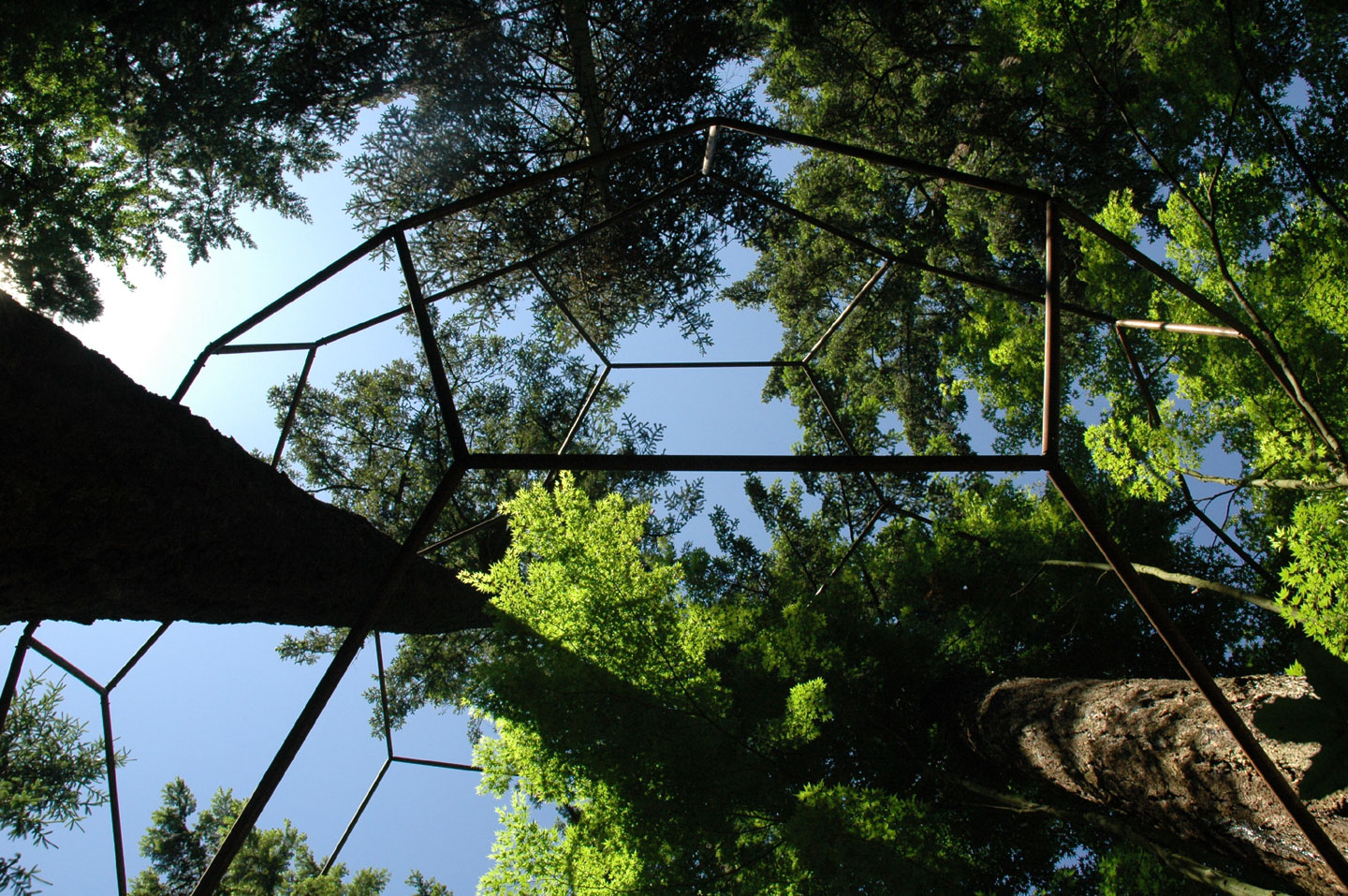
Escultura Buckyesfera de 9 metros de diámetro creada por el ex-físico Julian Voss-Andreae.

El físico que se transformó en artista Julian Voss-Andreae ha creado diversas esculturas que simbolizan la dualidad onda-partícula en los buckminsterfullerenos. Voss-Andreae participó en investigaciones realizadas para demostrar que objetos tan grandes como los buckminsterfullerenos también obedecen a las peculiares leyes de la física cuántica. Después de esto, Voss-Andreae decidió cambiar su profesión para convertirse en artista de tiempo completo. A partir de entonces ha diseñado objetos tales como la estructura de bronce de 60 centímetros de diámetro llamada "Buckyesfera Cuántica" (2004) que consiste en cuatro buckyesferas anidadas. Su escultura más grande basada en fullerenos se ubica en un parque privado en Portland, Oregón (Estados Unidos). Realidad Cuántica (Gran Buckyesfera Rodeada de Árboles) (2007) es una estructura de acero de 9 metros de diámetro atravesada por varios árboles que crecen libremente en medio de ella y la sostienen en el aire justo por encima del alcance de los brazos.

## Lecturas para profundizar
- The Most Beautiful Molecule: The Discovery of the Buckyball by Hugh Aldersey-Williams (John Wiley & Sons, 1995) ISBN 0-471-19333-X